# Stanisław Haręzga
Stanisław Haręzga (ur. 30 sierpnia 1949 w Krośnie) – polski duchowny katolicki, biblista, doktor habilitowany nauk teologicznych, profesor nadzwyczajny Katolickiego Uniwersytetu Lubelskiego Jana Pawła II.

## Życiorys
W latach 1967–1973 odbył studia filozoficzno-teologiczne w Wyższym Seminarium Duchownym w Przemyślu. W 1973 uzyskał święcenia kapłańskie i został kapłanem archidiecezji przemyskiej. W latach 1973–1975 odbył studia w Papieskiej Akademii Teologicznej w Krakowie (filia w Rzeszowie) zakończone uzyskaniem tytułu magistra teologii. Następnie w latach 1978–1982 studiował na Wydziale Teologii KUL, gdzie w 1983 uzyskał stopień naukowy doktora nauk teologicznych w zakresie nauk biblijnych. W latach 1984–1986 studiował w Papieskim Instytucie Biblijnym w Rzymie, gdzie w 1987 uzyskał licencjat nauk biblijnych. W 1982 został wykładowcą w Wyższym Seminarium Duchownym w Przemyślu (był jego rektorem w latach 1991–1996). Wykładał także w innych seminariach duchownych.
W 2001 rozpoczął pracę na Wydziale Teologii KUL. W 2006 otrzymał stopień naukowy doktora habilitowanego nauk teologicznych. W 2007 objął stanowisko kierownika Katedry Proforystyki Biblijnej KUL. Został tam profesorem nadzwyczajnym.

## Wybrane publikacje
- Błogosławieństwa Apokalipsy (1992)
- Jezus naszym Zbawicielem. Medytacje biblijne (Łk 4,1-5,11) (1997)
- Kościół z Ducha Świętego. Medytacje biblijne (Ap 2-3) (1998)
- Biblia w Kościele (1998)
- Bóg jest miłością. Rozważania i kazania (2001)
- Jezus i Jego uczniowie. Model chrześcijańskiej formacji w Ewangelii według św. Marka (2006)
- Słowo Boże w życiu i misji Kościoła w Polsce. Biblijno-pastoralne refleksje przed Synodem Biskupów o Słowie Bożym (2007)[1]